# Trézilidé
Trézilidé (tiếng Breton: Trezilide) là một xã của tỉnh Finistère, thuộc vùng Bretagne, miền tây bắc Pháp.

## Dân số
Người dân ở Trézilidé được gọi là Trézilidéens.